# 연우 (1981년)
연우는 MBC와 계약한 대한민국 및 인도네시아의 대중 가수이다. 1999년, 그녀와 다른 한국 가수 4명이 티티마라는 걸 그룹을 결성했으며 당시 유진이라는 이름으로 활동했다. 2002년 그룹 활동을 그만둔 이후 나중에 후회했다고 언급했으며 잠시 음악 산업을 떠났다. 2007년, 새로운 이미지로 컴백하여 솔로 앨범 '단 하루를 살아도'를 발매했다. 그 해 6월 디지털 다운로드 기준으로 등록 다운로드 건수 중 1위를 차지했다.

## 음반
단 하루를 살아도(발매 2007-05-21)
1. 단 하루를 살아도 (RR: "Dan Harureul Salado"; Eng.: "Even if I only live one day")
2. 나도 여자인가 봐 (RR: "Nado Yeojainga Bwa"; Eng.: "See that I'm also a woman")
3. 단 하루를 살아도 (RR: "Dan Harureul Salado"; instrumental)
4. 나도 여자인가 봐 (RR: "Nado Yeojainga Bwa"; instrumental)

Season in the Sun(발매 2007-08-27)
1. Season In The Sun
2. Season In The Sun (Club Mix)
3. Season In The Sun (Instrumental)
4. Season In The Sun (Club Mix, instrumental)

Yeon Woo 1st(발매 2008-04-17)
1. The Bridges Of Madison County
2. 사랑은 시간 속에 남아
3. Darling
4. Season In The Sun (J-pop Version)
5. 그대만 (Featuring 소이)
6. No Life Without You (Featuring 소설)
7. 단 하루를 살아도
8. In Memory
9. 사랑은 시간 속에 남아 (Instrumental)
10. Darling (Instrumental)
11. I Wish A Merry Christmas! (From. 소이)
12. 메리메리 - T.T.Ma (티티마)